# Rotengle
Scardinius erythrophthalmus
Ne doit pas être confondu avec Rutilus rutilus.
Espèce
Statut de conservation UICN

 LC  : Préoccupation mineure
Le rotengle (Scardinius erythrophthalmus) est une espèce de poissons d'eau douce d'Europe et d'Asie de la famille des Cyprinidae. Il se trouve dans des eaux douces calmes. Son intérêt commercial est mineur. Ce poisson est parfois utilisé comme appât.
Synonymes : gardon rouge, rossard, sergent, rousse, plate, platelle, gardon de roche.

## Description
- Longueur du mâle : 51 cm ;
- Poids maximum connu : 2,1 kg ;
- Longévité maximale connue : 19 ans.

Le rotengle est un poisson grégaire qui ressemble beaucoup au gardon, avec lequel il s'hybride couramment dans la nature puisqu'ils cohabitent souvent. Généralement, le rotengle est plus fort et plus résistant.
Il est souvent brillant. Il a des nageoires anale, caudale et pelviennes colorées en rouge sang (d'où son surnom de « gardon rouge »), surtout lors du frai. Ses yeux sont dorés ou orangés. Les nageoires pelviennes sont situées bien à l’avant de la bordure de la nageoire dorsale, tandis qu’elles se trouvent plus ou moins au même niveau chez le gardon.
Il se pêche, comme le gardon, avec de petits vers de vase, des asticots, casters, fifise…

## Alimentation
Le rotengle est omnivore et, suivant les circonstances, son alimentation est à prédominance carnée (larves d’insectes, zooplancton…) ou végétale : c’est sans doute le plus végétarien de notre faune piscicole. En effet, il mange des mousses, des grandes algues, des feuilles de myriophylles, de potamots, etc. sur lesquelles se trouvent les petits invertébrés et les œufs des autres poissons qu’il ingère. Il a besoin de milieux riches en nourriture.

## Reproduction
Le rotengle est mature vers 2-3 ans. La reproduction a lieu d’avril à juin, en bandes peu nombreuses. Les 80 000 à 200 000 œufs par femelle sont habituellement émis en deux fois, tombant sur la végétation mais aussi sur d’autres supports peu profonds.

## Habitat
Il apprécie les eaux lentes avec de la végétation (bras morts et étangs) ; il séjourne en eau plus profonde pour hiberner. Il vit habituellement en bancs, souvent en compagnie d’autres espèces, telles que le gardon, les brèmes et l'ablette, proies elles aussi convoitées par les carnassiers.

## Utilisation
Comme le gardon, le rotengle est utilisé en pisciculture d'étang comme « poisson fourrage » pour les brochets et autres carnassiers.
Il a une certaine valeur marchande comme friture, surtout comme poisson de repeuplement pour la pêche de loisirs (à la dandinette, à la ligne flottante).